# Jongen met mondharp
Jongen met mondharp is een schilderij door de Noord-Nederlandse schilder Dirck van Baburen in het Centraal Museum in Utrecht.

## Voorstelling
Het stelt een jongen voor die de toeschouwer aankijkt terwijl hij op een mondharp speelt. Hij draagt een gevederde baret en zijn rechter schouder is ontbloot. Voor hem ligt op een tafeltje bladmuziek. Achter de bladmuziek bevindt zich de enige lichtbron in de voorstelling. Het vlammetje van de kaars is nog net zichtbaar. Hierdoor ontstaat een scherp contrast tussen licht en donker (clair-obscur).

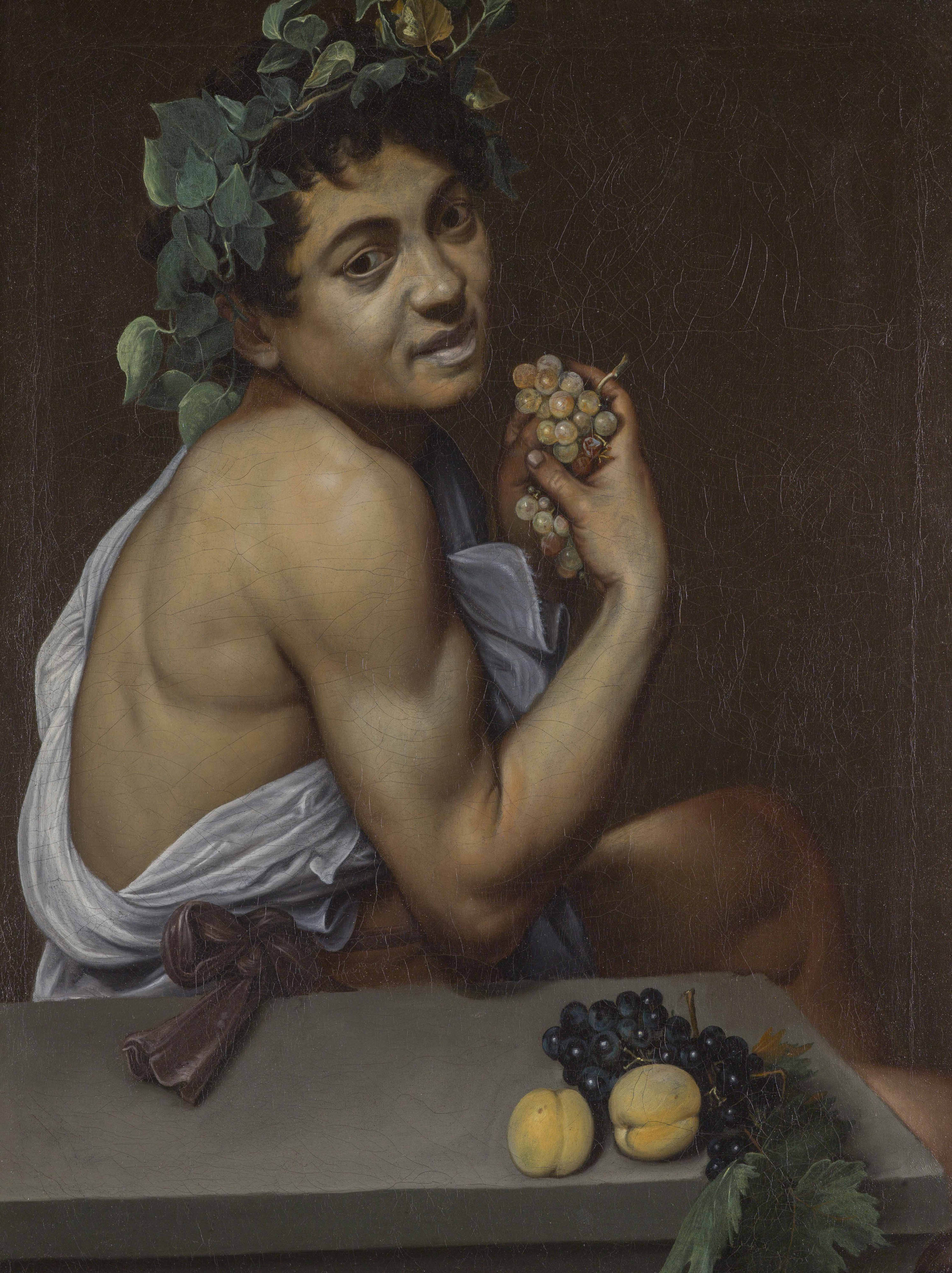
Caravaggio. Jonge zieke Bacchus. Ca. 1593. Rome, Galleria Borghese.

Jongen met mondharp is het vroegste exemplaar in een reeks van schilderijen van muziekmakende jongens van de Utrechtse schilder Dirck van Baburen. Deze zijn allemaal ten halve lijve afgebeeld met bladmuziek voor zich. Van Baburen verbleef van omstreeks 1615 tot uiterlijk 1620 in Rome, waar hij in de ban raakte van Caravaggio. Zowel de compositie, het onderwerp en het clair-obscur van Jongen met mondharp ontleende Van Baburen direct aan deze Italiaanse schilder.

## Toeschrijving en datering
Het schilderij is rechtsboven gesigneerd en gedateerd ‘TBaburen fecit / Ano 1621’ (T. [=Theodor] Baburen heeft [dit] gemaakt in het jaar 1621).

## Herkomst
Het werk werd in 1953 aangekocht door het Centraal Museum van Kunsthandel P. de Boer in Amsterdam.